# Choros N.º 1
Chôros nº 1 é uma composição para violão do compositor brasileiro Heitor Villa-Lobos, escrita em 1920.

## História
Villa-Lobos compôs o Chôros nº 1 no Rio de Janeiro em 1920, publicando-o originalmente com o título Chôro típico, depois Chôro típico brasileiro. O título é retirado de um gênero improvisado da música popular brasileira, que se originou no Rio de Janeiro no século XIX. A palavra, significa "choro" ou "lamento", embora a maioria das músicas deste tipo esteja longe de ser triste. Quatro anos após a composição desta obra, na altura da sua primeira visita a Paris, decidiu integrá-la num extenso ciclo de obras intituladas colectivamente Choros, que acabou por incluir catorze composições numeradas, mais uma Introdução aux chôros: Ouverture, para violão e orquestra, destinada a ser tocada antes de uma execução completa do ciclo, e Chôros bis, uma dupla de dois movimentos para violino e violoncelo, considerada uma espécie de encore . Um Quinteto ("em forma de chôros"), para cinco instrumentos de sopro (1928) é às vezes considerado como relacionado.
No contexto do ciclo maior, o Chôros nº 1 "é como a essência, o embrião, o modelo psicológico que se desenvolverá tecnicamente na concepção de todos os Chôros " (Villa-Lobos 1972, 210)   .
A partitura de Chôros nº 1 é dedicada a Ernesto Nazareth, e uma gravação feita pelo compositor dura pouco menos de quatro minutos. Ao contrário das obras sucessoras, não há nenhuma tentativa aqui de sintetizar diferentes aspectos da música brasileira em uma montagem estilística. Em vez disso, ele emprega os padrões, figurações e estrutura simples características da música improvisada de chorões celebrados do final do século XIX e início do século XX como Zequinha de Abreu, Quincas Laranjeiras, Chiquinha Gonzaga e Catulo da Paixão Cearense (Wright 1992, 62) Esta simplicidade e beleza da sua composição tornaram um favorito como violonistas profissionais (Appleby 2002, 80)

## Análise
De acordo com o compositor:

Choros No. 1  foi deliberadamente escrito como se fosse uma produção instintiva da imaginação ingênua desses tipos de música popular, a fim de servir como um simples ponto de partida e se estender proporcionalmente, mais tarde, na forma, na técnica, na estrutura, em sala de aula, e nos casos psicológicos que incluem todos esses gêneros musicais. O tema principal, as harmonias e modulações, embora pura invenção, são moldadas nas práticas rítmicas e fragmentos melódicos intrínsecos de cantores populares, violonistas e pianistas como Sátiro Bilhar, Ernesto Nazareth, entre outros.  (Villa-Lobos 1972, 198)
Chôros No. 1 é formal e tonalmente o mais simples e o mais tradicional da série de Chôros, consistindo em um rondó de cinco partes em um padrão ABACA (Appleby 2002, 80). A substância da obra baseia-se em elementos tradicionais do choro popular brasileiro, incluindo o gesto de abertura de 